# アロウズ・A21
アロウズ・A21は、アロウズが2000年のF1世界選手権参戦用に開発したフォーミュラ1カー。デザイナーはマイク・コフラン。チーム2年目のペドロ・デ・ラ・ロサと、1996年のフットワーク時代にも所属したヨス・フェルスタッペンがドライブした。

## 開発と経緯
A21はマクラーレンに倣ったローノーズを持つマシンのひとつであったが、全チームの中で唯一プルロッド式のフロントサスペンションを採用していた。プルロッドはダンパーをモノコック下側に配置するため、重心を下げられるというメリットがある。
エンジンは自社（ハート）製V10から、カスタマー用のスーパーテックV10に変更された。
チームは新たなスポンサーとして、携帯電話キャリアのOrangeのスポンサードを得て、そのイメージカラーのオレンジでカラーリングがなされた。
プレシーズンテストでは「スポンサー獲得のために燃料を減らしているのではないか」と疑われるほどの速さをみせた。シーズン中も高速コースでパフォーマンスを発揮し、17戦中7戦で決勝レース中の最高速を記録した（フェルスタッペン4回、デ・ラ・ロサ3回）。他の記録者はマクラーレン・メルセデス7回、BAR・ホンダ3回である。
デ・ラ・ロサはドイツGPやオーストリアGPでは表彰台を望める位置で走行したものの、ドイツではスピンにより6位でフィニッシュ、オーストリアではギアボックストラブルでリタイアした。フェルスタッペンも印象に残るパフォーマンスを見せ、カナダGP5位、イタリアGP4位という結果を残した。
しかし、信頼製不足によりリタイアを喫するレースが多く、完走率はフェルスタッペンが18位、デ・ラ・ロサは22位（最下位）だった。
チームは、結局7ポイントを得、コンストラクターズランキング7位でシーズンを終えた。

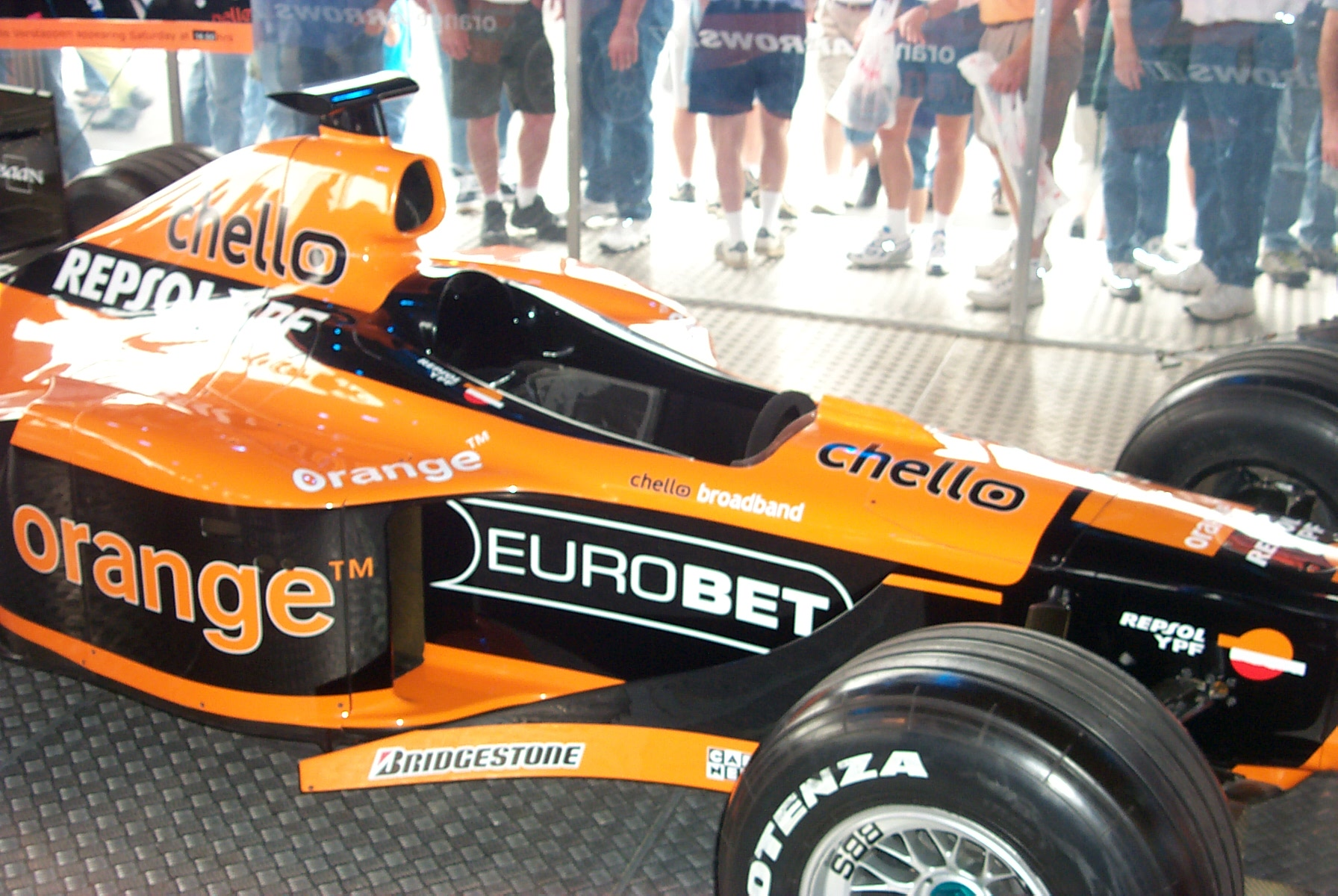
2000年アメリカGPでのA21

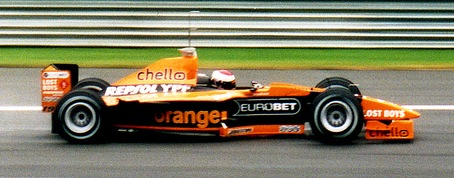
2000年イタリアGPにてフェルスタッペンが駆るA21

## F1における全成績
(key) （太字はポールポジション）
| 年     | チーム   | エンジン           | タイヤ | ドライバー             | 1   | 2   | 3   | 4   | 5   | 6   | 7   | 8   | 9   | 10  | 11  | 12  | 13  | 14  | 15  | 16  | 17  | ポイント | 順位 |
| ------ | -------- | ------------------ | ------ | ---------------------- | --- | --- | --- | --- | --- | --- | --- | --- | --- | --- | --- | --- | --- | --- | --- | --- | --- | -------- | ---- |
| 2000年 | アロウズ | スーパーテック V10 | B      |                        | AUS | BRA | SMR | GBR | ESP | EUR | MON | CAN | FRA | AUT | GER | HUN | BEL | ITA | USA | JPN | MAL | 7        | 7位  |
| 2000年 | アロウズ | スーパーテック V10 | B      | ペドロ・デ・ラ・ロサ   | Ret | 8   | Ret | Ret | Ret | 6   | DNS | Ret | Ret | Ret | 6   | 16  | 16  | Ret | Ret | 12  | Ret | 7        | 7位  |
| 2000年 | アロウズ | スーパーテック V10 | B      | ヨス・フェルスタッペン | Ret | 7   | 14  | Ret | Ret | Ret | Ret | 5   | Ret | Ret | Ret | 13  | 15  | 4   | Ret | Ret | 10  | 7        | 7位  |

## 参照
1. ↑  『アズ・エフ 2000F1総集編』、三栄書房、139頁。
2. ↑  『アズ・エフ 2000F1総集編』、三栄書房、137頁。

- “Arrows 2000 season results”.  FIA / Formula One Administration. 2010年3月7日閲覧。

 ウィキメディア・コモンズには、アロウズ・A21に関するカテゴリがあります。